# 燕麥似海梅介
燕麥似海梅介（学名：Parahermanites avenolithis）为半花介科似海梅介屬下的一个种。